# Józef Hodbod
Józef Hodbod (ur. 19 lutego 1870 w Bochni, zm. 10 sierpnia 1951 w Grybowie) – farmaceuta, działacz społeczny i samorządowy, Honorowy Obywatel Miasta Grybowa.

## Życiorys
Józef Hodbod ukończył studia farmaceutyczne na Uniwersytecie Jagiellońskim w 1891 roku. Po okresie pracy w krakowskich aptekach, w 1904 roku uzyskał w dzierżawę od spadkobierców magistra Józefa Kordeckiego aptekę w Grybowie, założoną w 1872 roku przez Karola Tulszyckiego. W 1909 roku wykupił ją na własność. Opracował receptury kilkunastu środków leczniczych, jego proszki od bólu głowy zyskały nieoficjalną nazwę hodbodiny. Jednocześnie udzielał się czynnie w działalności społecznej. Był asesorem w radzie miejskiej Grybowa, w listopadzie 1914 roku pozostał w mieście po ucieczce dotychczasowych władz przed nadchodzącymi Rosjanami, pełniąc obowiązki burmistrza. 20 marca 1915 roku, po ponownym wejściu do miasta wojsk austriackich, został mianowany komisarzem rządowym.
W 1916 roku przeniósł aptekę do nowego lokalu przy rynku w Grybowie. W okresie międzywojennym pełnił funkcję ławnika i radnego miejskiego. Zorganizował wśród okolicznej ludności zbiór ziół leczniczych i ich sprzedaż na skalę hurtową, co stanowiło dla nich dodatkowy dochód. 16 listopada 1933 roku otrzymał tytuł Honorowego Obywatela Miasta Grybowa. W 1936 roku przekazał zarząd apteki swojemu bratankowi, Józefowi juniorowi, na którego scedował swój majątek tuż przed wybuchem II wojny światowej. Po jej zakończeniu, w 1947 roku, właścicielem apteki został drugi z bratanków, Walenty, również farmaceuta. W 1951 roku została upaństwowiona, a jej pierwszym kierownikiem został dotychczasowy właściciel. W tym samym roku zmarł Józef Hodbod senior.